# Lords of the Realm
Lords of the Realm to strategiczna gra turowa z elementami RTS-a (bitwy rozgrywane są w czasie rzeczywistym, podczas gdy rozgrywka na mapie głównej toczy się w turach) wydana w 1994 r. przez Impressions Games. Jest to pierwsza część z serii gier Lords of the Realm.
Gracz wciela się w jednego z sześciu władców, którzy pragną zdobyć koronę średniowiecznej Anglii. Rozgrywka łączy w sobie wątki militarne i ekonomiczne. Gracz musi zadbać o pozyskiwanie żywności przez racjonalną gospodarkę ziemiami dostępnymi w prowincjach. W przypadku przeznaczenia całości do uprawy roli bądź hodowli bydła, gleba z czasem podlega wyjałowieniu, przez co konieczne jest pozostawienie części ziem jako wolnych od wymienionych celów. W przypadku wystawienia armii oddziały pobierają żywność z ziem, na których obecnie bytują, mogąc doprowadzić do klęski gospodarczej w danej prowincji (gracza lub wroga) w przypadku dużej ilości żołnierzy.
W grze występuje również wątek dyplomatyczny. Gracz może wysłać do pozostałych władców wiadomość, która polepsza bądź pogarsza wzajemne relacje. Treść wiadomości może być edytowana, jednakże w przypadku władców sterowanych przez komputer liczy się jedynie zdefiniowana intencja listu. Do władców kierowanych przez żywych graczy zaś dociera list z dokładnym odwzorowaniem treści.

## Gry z serii
- Lords of the Realm II
- Lords of the Realm III
- Lords of Magic